# Minus One
Minus One, bildad 2009 i Nicosia, är ett cypriotisk rockband.

## Eurovision
Den 4 november 2015 meddelades det att Minus One blivit utvald internt av CyBC till att representera Cypern i Eurovision Song Contest 2016 i Stockholm. Gruppens bidrag "Alter Ego" presenterades den 22 februari 2016.
De kommer att framföra bidraget i den första semifinalen i Globen den 10 maj 2016.

## Medlemmar
- Andreas Kapatais – sång
- Constantinos Amerikanos – gitarr, bakgrundsång
- Harrys Pari – gitarr
- Orestis Savva – bas
- Christopher Ioannides – trummor

### Tidigare medlemmar
- Francois Micheletto – sång
- George Solonos – gitarr, bakgrundsång
- Antonis Loizides – bas
- Maxim Theofanides – bas

## Diskografi

### Studioalbum
- Red Black White - 2018
- Got It Covered - 2021

### EP
- The Bologna Season - 2017

### Singlar
- Alter Ego - 2016
- The Potato Song - 2016
- Save Me - 2016
- You Don't Own Me - 2017
- Girl - 2018
- What's Up - 2019
- My Girl - Where Did You Sleep Last Night - 2020
- What's Up? - 2021
- Oh Pretty Woman - 2021